# Neven Vision
Acquise en août 2006 par Google, cette firme est spécialisée dans le développement de logiciels de reconnaissance photographique. Cette société a permis de réaliser des avancées majeures dans le développement des photographies satellite pour ces différents logiciels tels que Google Maps ou Google Earth.